# Gattya humilis
Gattya humilis är en nässeldjursart som beskrevs av George James Allman 1886. Gattya humilis ingår i släktet Gattya och familjen Halopterididae. Inga underarter finns listade i Catalogue of Life.